# Эркер, Август
Август Казимир Эркер (англ. August Casimir Erker; 24 октября 1879, Pfaffenwiesbach, Гессен — 29 ноября 1951, Сент-Луис, Миссури) — американский гребец, чемпион летних Олимпийских игр 1904.
На Играх 1904 в Сент-Луисе Эркер участвовал только в соревнованиях четвёрок без рулевого. Его команда заняла первое место с результатом 9:05,8 и выиграла золотые медали.